# België op de Paralympische Zomerspelen 1984
België nam deel aan de Paralympische Zomerspelen 1984 in New York, Verenigde Staten en Stoke Mandeville, Verenigd Koninkrijk. 

## Medailleoverzicht
| Sport         | Olympiër          | Discipline                          | Medaille |
| ------------- | ----------------- | ----------------------------------- | -------- |
| Atletiek      | Alex Hermans      | Discuswerpen C6 (m)                 | Goud     |
| Atletiek      | Alex Hermans      | Kogelstoten C6 (m)                  | Goud     |
| Atletiek      | Freddy Matton     | 800 m B2 (m)                        | Goud     |
| Atletiek      | Marc de Vos       | 100 m 3 (m)                         | Goud     |
| Atletiek      | Marc de Vos       | 200 m 3 (m)                         | Goud     |
| Atletiek      | Marc de Vos       | 800 m 3 (m)                         | Goud     |
| Atletiek      | Marc de Vos       | Koning van de sprint 100 m 1A-6 (m) | Goud     |
| Atletiek      | Marie Line Pollet | Kogelstoten 2 (m)                   | Goud     |
| Atletiek      | Marie Line Pollet | Vijfkamp 2 (m)                      | Goud     |
| Atletiek      | Mario Debaene     | Verspringen C7 (m)                  | Goud     |
| Atletiek      | Patrick De Vylder | 400 m L2 (m)                        | Goud     |
| Atletiek      | Paul Van Winkel   | 400 m 3 (m)                         | Goud     |
| Atletiek      | Paul Van Winkel   | 1500 m 3 (m)                        | Goud     |
| Atletiek      | Remi van Ophem    | Vijfkamp 4 (m)                      | Goud     |
| Boogschieten  | Guy Grun          | Dubbele FITA Ronde dwarslaesie (m)  | Goud     |
| Boogschieten  | Alfons Kuys       | Dubbele FITA Ronde div. 3 (m)       | Goud     |
| CP-voetbal    | Namen Onbekend    | Mannen                              | Goud     |
| Tafeltennis   | Ingrid Borre      | Individueel Klasse L4 (v)           | Goud     |
|               |                   |                                     |          |
| Atletiek      | Chris de Craene   | 400 m 4 (v)                         | Zilver   |
| Atletiek      | M. de Meyer       | Speerwerpen 5 (m)                   | Zilver   |
| Atletiek      | M. de Meyer       | Vijfkamp 5 (m)                      | Zilver   |
| Atletiek      | Marc de Vos       | 400 m 3 (m)                         | Zilver   |
| Atletiek      | Marie Line Pollet | Discuswerpen 2 (v)                  | Zilver   |
| Atletiek      | Patrick de Ryck   | 1500 m B3 (m)                       | Zilver   |
| Atletiek      | Patrick De Vylder | 100 m L2 (m)                        | Zilver   |
| Atletiek      | Paul Van Winkel   | 100 m 3 (m)                         | Zilver   |
| Atletiek      | Paul Van Winkel   | 200 m 3 (m)                         | Zilver   |
| Atletiek      | Remi van Ophem    | Discuswerpen 4 (m)                  | Zilver   |
| Atletiek      | Remi van Ophem    | 200 m 4 (m)                         | Zilver   |
| Atletiek      | Rudy de Meersman  | Hoogspringen B2 (m)                 | Zilver   |
| Atletiek      | Rudy de Meersman  | Vijfkamp B2 (m)                     | Zilver   |
| Boogschieten  | Martine Lacomblez | Dubbele FITA Ronde geïntegreerd (v) | Zilver   |
| Gewichtheffen | Theo Decicco      | tot 85 kg (m)                       | Zilver   |
| Schietsport   | Sonja Vettenburg  | Luchtpistool Geïntegreerd (v)       | Zilver   |
| Tafeltennis   | J. Leys           | Individueel Klasse C2 (m)           | Zilver   |
| Zwemmen       | J. Opstaele       | 25 m Vlinderslag 1C (m)             | Zilver   |
| Zwemmen       | Hans Pauwels      | 100 m Schoolslag C8 (m)             | Zilver   |
| Zwemmen       | Hans Pauwels      | 3x50 m Wisselslag C8 (m)            | Zilver   |
|               |                   |                                     |          |
| Atletiek      | Chris de Craene   | 200 m 4 (v)                         | Brons    |
| Atletiek      | Lionel Creyf      | Speerwerpen C5 (m)                  | Brons    |
| Atletiek      | M. de Meyer       | Discuswerpen 5 (m)                  | Brons    |
| Atletiek      | Mario Debaene     | 100 m C7 (m)                        | Brons    |
| Atletiek      | Paul Van Winkel   | Slalom 3 (m)                        | Brons    |
| Atletiek      | Remi van Ophem    | 400 m 4 (m)                         | Brons    |
| Gewichtheffen | Carl Muylle       | tot 75 kg (m)                       | Brons    |
| Schermen      | Ronny Waterbley   | Sabel 4-5 (m)                       | Brons    |
| Tafeltennis   | Ingrid Borre      | Open CL (v)                         | Brons    |
| Tafeltennis   | D. Maebe          | Individueel Klasse C2 (m)           | Brons    |
| Tafeltennis   | Roby Cusseneers   | Individueel Klasse C5 (m)           | Brons    |
| Tafeltennis   | Jozef Devriese    | Dubbel Klasse C1 (m)                | Brons    |
| Zwemmen       | Pascal Cornelis   | 50 m Rugslag 2 (m)                  | Brons    |
| Zwemmen       | Pascal Cornelis   | 50 m Vrije Slag 2 (m)               | Brons    |
| Zwemmen       | Hans Pauwels      | 100 m Vrije Slag C8 (m)             | Brons    |

## Atletiek
| Plaats                  | Discipline                        | Categorie | Naam                | Afstand | Tijd           | Punten  |
| ----------------------- | --------------------------------- | --------- | ------------------- | ------- | -------------- | ------- |
| Zilver                  | Vrouwen Discuswerpen              | 2         | Marie Line Pollet   | 14.82   |                |         |
| Zilver                  | Mannen Discuswerpen               | 4         | Remi van Ophem      | 30.96   |                |         |
| Brons                   | Mannen Discuswerpen               | 5         | M. de Meyer         | 29.60   |                |         |
| 7                       | Mannen Discuswerpen               | C5        | Lionel Creyf        | 21.00   |                |         |
| Goud                    | Mannen Discuswerpen               | C6        | Alex Hermans        | 28.48   |                |         |
| 5                       | Mannen Discuswerpen               | C7        | Martin de Ulieghere | 30.72   |                |         |
| 6                       | Mannen Discuswerpen               | L2        | Patrick De Vylder   | 5.58    |                |         |
| 5                       | Vrouwen Hardlopen 100 m           | 2         | Marie Line Pollet   |         | 23.49          |         |
| Goud                    | Mannen Hardlopen 100 m            | 3         | Marc de Vos         |         | 17.02          |         |
| Zilver                  | Mannen Hardlopen 100 m            | 3         | Paul Van Winkel     |         | 17.18          |         |
| 2de in de heats         | Vrouwen Hardlopen 100 m           | 4         | Chris de Craene     |         | 21.39          |         |
| 4                       | Mannen Hardlopen 100 m            | 5         | M. de Meyer         |         | 17.81          |         |
| 7                       | Mannen Hardlopen 100 m            | B1        | Johan van Hoof      |         | 12.48          |         |
| Brons                   | Mannen Hardlopen 100 m            | C7        | Mario de Baene      |         | 13.65          |         |
| 7de in de halve finales | Mannen Hardlopen 100 m            | C7        | Alex Hermans        |         | 14.21          |         |
| Zilver                  | Mannen Hardlopen 100 m            | L2        | Patrick De Vylder   |         | 30.34          |         |
| 5                       | Vrouwen Hardlopen 200 m           | 2         | Marie Line Pollet   |         | 43.95          |         |
| Goud                    | Mannen Hardlopen 200 m            | 3         | Marc de Vos         |         | 31.99          |         |
| Zilver                  | Mannen Hardlopen 200 m            | 3         | Paul Van Winkel     |         | 32.05          |         |
| Zilver                  | Mannen Hardlopen 200 m            | 4         | Remi van Ophem      |         | 32.12          |         |
| Brons                   | Vrouwen Hardlopen 200 m           | 4         | Chris de Craene     |         | 40.28          |         |
| 4de in de kwartfinales  | Mannen Hardlopen 200 m            | 4         | K. van Landeghen    |         | 33.90          |         |
| 4de in de halve finales | Mannen Hardlopen 200 m            | 5         | M. de Meyer         |         | 35.02          |         |
| 4de in de heats         | Mannen Hardlopen 400 m            | 2         | Michel Cant         |         | 1:24.06        |         |
| Goud                    | Mannen Hardlopen 400 m            | 3         | Paul Van Winkel     |         | 1:03.68        |         |
| Zilver                  | Mannen Hardlopen 400 m            | 3         | Marc de Vos         |         | 1:05.11        |         |
| Zilver                  | Vrouwen Hardlopen 400 m           | 4         | Chris de Craene     |         | 1:22.72        |         |
| Brons                   | Mannen Hardlopen 400 m            | 4         | Remi van Ophem      |         | 1:08.69        |         |
| 4de in de heats         | Mannen Hardlopen 400 m            | 4         | K. van Landeghen    |         | 1:24.49        |         |
| 6                       | Mannen Hardlopen 400 m            | B3        | Patrick de Ryck     |         | 4:17.73        |         |
| Goud                    | Mannen Hardlopen 400 m            | L2        | Patrick De Vylder   |         | 1:52.10        |         |
| 5de in de heats         | Mannen Hardlopen 800 m            | 2         | Michel Cant         |         | 2:44.99        |         |
| Goud                    | Mannen Hardlopen 800 m            | 3         | Marc de Vos         |         | 2:18.42        |         |
| 4                       | Vrouwen Hardlopen 800 m           | 4         | Chris de Craene     |         | 2:52.51        |         |
| 4de in de kwartfinales  | Mannen Hardlopen 5000 m           | 4         | K. van Landeghen    |         | 2:19.95        |         |
| Goud                    | Mannen Hardlopen 800 m            | B2        | Freddy Matton       |         | 2:02.03        |         |
| 6de in de halve finales | Mannen Hardlopen 1500 m           | 2         | Michel Cant         |         | 5:12.80        |         |
| Goud                    | Mannen 1500 m                     | 3         | Paul Van Winkel     |         | 4:21.78        |         |
| 4                       | Mannen Hardlopen 1500 m           | 3         | Marc de Vos         |         | 4:22.50        |         |
| 5                       | Vrouwen Hardlopen 1500 m          | 4         | Chris de Craene     |         | 5:25.08        |         |
| 6                       | Mannen Hardlopen 1500 m           | 4         | K. van Landeghen    |         | 4:40.45        |         |
| Zilver                  | Mannen Hardlopen 1500 m           | B3        | Patrick de Ryck     |         | 53.41          |         |
| 6de in de halve finales | Mannen Hardlopen 5000 m           | 2         | Michel Cant         |         | 17:24.13       |         |
| Zilver                  | Mannen Hardlopen 5000 m           | B2        | Freddy Matton       |         | 16:54.85       |         |
| 6                       | Mannen Hink-stap springen         | B2        | Rudy de Meersman    | 11.75   |                |         |
| 4                       | Mannen Hoogspringen               | B1        | Johan van Hoof      | 1.34    |                |         |
| Zilver                  | Mannen Hoogspringen               | B2        | Rudy de Meersman    | 1.79    |                |         |
| 6                       | Mannen Kegelwerpen                | C5        | Lionel Creyf        | 42.09   |                |         |
| Goud                    | Vrouwen Kogelstoten               | 2         | Marie Line Pollet   | 5.52    |                |         |
| Goud                    | Mannen Kogelstoten                | C6        | Alex Hermans        | 12.30   |                |         |
| Goud                    | Mannen Koning van de sprint 100 m | 1A-6      | Marc de Vos         |         | 16.52          |         |
| 5                       | Mannen Koning van de sprint 100 m | 1A-6      | Paul Van Winkel     |         | 17.16          |         |
| 5                       | Mannen Marathon                   | 4         | K. van Landeghen    |         | 1:59:29        |         |
|                         | Mannen Marathon                   | 5         | M. de Meyer         |         | Niet gefinisht |         |
| Zilver                  | Mannen Speerwerpen                | 5         | M. de Meyer         | 23.70   |                |         |
| 9                       | Mannen Speerwerpen                | B1        | Robert Fraeyman     | 23.82   |                |         |
| Brons                   | Mannen Speerwerpen                | C5        | Lionel Creyf        | 24.90   |                |         |
| 7                       | Mannen Speerwerpen                | C7        | Martin de Ulieghere | 28.64   |                |         |
| Brons                   | Mannen Slalom                     | 3         | Paul Van Winkel     |         | 56:35          |         |
| Goud                    | Mannen Verspringen                | C7        | Mario Debaene       | 5.43    |                |         |
| Goud                    | Vrouwen Vijfkamp                  | 2         | Marie Line Pollet   |         |                | 5070.0  |
| Goud                    | Mannen Vijfkamp                   | 4         | Remi van Ophem      |         |                | 4615.00 |
| Zilver                  | Mannen Vijfkamp                   | 5         | M. de Meyer         |         |                | 3134.00 |
| 6                       | Mannen Vijfkamp                   | B1        | Robert Fraeyman     |         |                | 1376.0  |
| Zilver                  | Mannen Vijfkamp                   | B2        | Rudy de Meersman    |         |                | 2367.0  |

## Boogschieten
| Plaats | Categorie                               | Naam              | Punten |
| ------ | --------------------------------------- | ----------------- | ------ |
| Goud   | Mannen Dubbele FITA Ronde dwarslaesie   | Guy Grun          | 2349   |
| 11     | Mannen Dubbele FITA Ronde dwarslaesie   | Filip Bardoel     | 2214   |
| 12     | Mannen Dubbele FITA Ronde dwarslaesie   | Pierre Delaunois  | 2211   |
| Goud   | Mannen Dubbele FITA Ronde div. 3        | Alfons Kuys       | 550    |
| Zilver | Vrouwen Dubbele FITA Ronde geïntegreerd | Martine Lacomblez | 2206   |

## CP-voetbal
| Olympiër       | Discipline | Resultaat | Prestatie |
| -------------- | ---------- | --------- | --------- |
| Namen onbekend | Mannen     | Goud      |           |

## Gewichtheffen
| Plaats | Categorie | Naam         | Gewicht |
| ------ | --------- | ------------ | ------- |
| Brons  | tot 75 kg | Carl Muylle  | 170 kg  |
| Zilver | tot 85 kg | Theo Decicco | 180 kg  |

## Schermen
| Plaats | Evenement    | Klasse | Naam            |
| ------ | ------------ | ------ | --------------- |
| Brons  | Mannen Sabel | 4-5    | Ronny Waterbley |

## Schietsport
| Plaats | Onderdeel            | Categorie    | Naam             | Punten |
| ------ | -------------------- | ------------ | ---------------- | ------ |
| Zilver | Vrouwen Luchtpistool | Geïntegreerd | Sonja Vettenburg | 354    |
| 8      | Mannen Luchtpistool  | Geïntegreerd | Paul Iliano      | 537    |

## Tafeltennis
| Plaats | Categorie                     | Naam            |
| ------ | ----------------------------- | --------------- |
| Brons  | Vrouwen Open CL               | Ingrid Borre    |
| Zilver | Mannen Individueel Klasse C2  | J. Leys         |
| Brons  | Mannen Individueel Klasse C2  | D. Maebe        |
| Brons  | Mannen Individueel Klasse C5  | Roby Cusseneers |
| Goud   | Vrouwen Individueel Klasse L4 | Ingrid Borre    |
| Brons  | Mannen Dubbel Klasse C1       | Jozef Devriese  |

## Zwemmen
| Plaats          | Afstand                  | Categorie | Naam            | Tijd/Punten |
| --------------- | ------------------------ | --------- | --------------- | ----------- |
| 4de in de heats | Mannen 25 m Vlinderslag  | 2         | Pascal Cornelis | 26.35       |
| Zilver          | Mannen 25 m Vlinderslag  | 1C        | J. Opstaele     | 28.91       |
| 5               | Mannen 25 m Vrije Slag   | 1C        | J. Opstaele     | 29.25       |
| 4               | Mannen 25 m Ruglag       | 1C        | J. Opstaele     | 32.41       |
| 4               | Mannen 3x25 m Wisselslag | 1C        | J. Opstaele     | 2:40.91     |
| 4de in de heats | Mannen 4x25 m Wisselslag | 2         | Pascal Cornelis | 2:03.25     |
| 5               | Mannen 50 m Schoolslag   | 2         | Pascal Cornelis | 56.90       |
| Brons           | Mannen 50 m Rugslag      | 2         | Pascal Cornelis | 47.94       |
| Brons           | Mannen 50 m Vrije Slag   | 2         | Pascal Cornelis | 46.84       |
| 5               | Mannen 100 m Vrije Slag  | 1C        | J. Opstaele     | 2:20.94     |
| Brons           | Mannen 100 m Vrije Slag  | C8        | Hans Pauwels    | 1:14.84     |
| Zilver          | Mannen 100 m Schoolslag  | C8        | Hans Pauwels    | 1:28.36     |
| Zilver          | Mannen 3x50 m Wisselslag | C8        | Hans Pauwels    | 2:21.47     |

Argentinië · 
Australië · 
Bahama's · 
Bahrain · 
België · 
Birma · 
Bondsrepubliek Duitsland · 
Brazilië · 
Canada · 
China · 
DDR · 
Denemarken · 
Ecuador · 
Egypte · 
Faeröer · 
Finland · 
Frankrijk · 
Griekenland · 
Groot-Brittannië · 
Guatemala · 
Hong Kong · 
Hongarije · 
IJsland · 
Ierland · 
India · 
Indonesië · 
Israel · 
Italië · 
Jamaica · 
Japan · 
Joegoslavië · 
Jordanië · 
Kenia · 
Koeweit · 
Korea · 
Liechtenstein · 
Luxemburg · 
Malta · 
Mexico · 
Nederland · 
Nieuw-Zeeland · 
Noorwegen · 
Oostenrijk · 
Papua New Guinea · 
Polen · 
Portugal · 
Spanje · 
Thailand · 
Trinidad en Tobago · 
Venezuela · 
Verenigde Staten · 
Zimbabwe · 
Zweden · 
Zwitserland